# 森特鎮區 (愛荷華州瓦佩洛縣)
森特鎮區（英語：Center Township）是位於美國愛荷華州瓦佩洛縣的一個行政鎮區。

## 地方資料
根據2010年美國人口普查的數據，森特鎮區的面積為132.58平方千米，當中陸地面積為128.80平方千米，而水域面積為3.78平方千米。當地共有人口26207人，而人口密度為每平方千米197.67人。